# Artabanes (general)
Artabanes ou Artabano (em grego: Ἀρταβάνης; romaniz.: Artabánes; em latim: Artabanus; fl. 538–554) foi um general bizantino de origem armênia que serviu sob Justiniano (r. 527–565). Inicialmente um rebelde contra a autoridade bizantina, fugiu para o Império Sassânida mas logo voltou à fidelidade bizantina. Serviu na África, onde ganhou grande fama por matar o general rebelde Guntárico e restaurar a lealdade da província imperial.
Envolveu-se com a sobrinha de Justiniano, Prejecta, mas acabou por não casar com ela devido à oposição da imperatriz Teodora (r. 527–548). Convocado para Constantinopla, envolveu-se em uma fracassada conspiração contra o imperador em 548–549, mas não foi severamente punido após a descoberta do plano. Foi logo perdoado e enviado à península Itálica para lutar na Guerra Gótica, onde participou em uma decisiva vitória bizantina na Batalha do Volturno.

## Nome
Artabano (Artabanus; Ἁρτάβανος, Artábanos) ou Artabanes (Artabanus; Ἀρταβάνης, Artabanēs) são as formas latina e grega do persa antigo Artabanu (*Arta-bānu), "a glória de Arta". Foi registrado em parta e persa média como Ardavã (em persa médio: 𐭓𐭕𐭐𐭍, Ardawān),, em acadiano como Atarbanus (Atarbanuš), em elamita como Irtabanus (Irtabanuš), em aramaico como Artebenu (‘rtbnw), em lídio como Artabana (Artabãna), em armênio como Artavã (Արտաւան, Artawān) e em persa novo como Ardavã (em persa: اردوان, Ardavan).

## Vida

### Família e primeiros anos

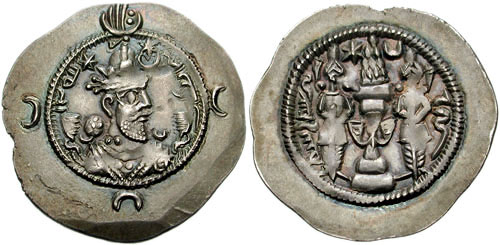
Dracma de r.

Artabanes era descendente da dinastia arsácida armênia, um ramo reconhecido como príncipes locais autônomos na margem oriental do Império Bizantino. Seu pai chamava-se João, e teve um irmão homônimo. Também teve uma irmã de nome incerto que casou-se com Vasaces (associado por Christian Settipani ao homônimo, pai de Manuel II, Vardanes III e Gregório). Em 538/9, ainda jovem aparentemente, participou na conspiração contra Acácio, o procônsul da Primeira Armênia, cujos pesados impostos e comportamento cruel causaram grande ressentimento. O próprio Artabanes matou o procônsul. Logo depois, na batalha em Enócalo, o general Sitas, enviado pelo imperador Justiniano (r. 527–565) para sufocar a rebelião, foi morto. Procópio fornece dois registros desse evento, um atribuindo a morte de Sitas a Artabanes e outro a um armênio de nome Salomão. O pai de Artabanes tentou negociar acordo com o sucessor de Sitas, Buzes, mas foi morto. O ato forçou os rebeldes a procurarem auxílio do xá Cosroes I (r. 531–579). Ao cruzarem ao território persa, participaram das campanhas de Cosroes I contra os bizantinos.

### Retorno aos serviço bizantino

#### Serviço na África

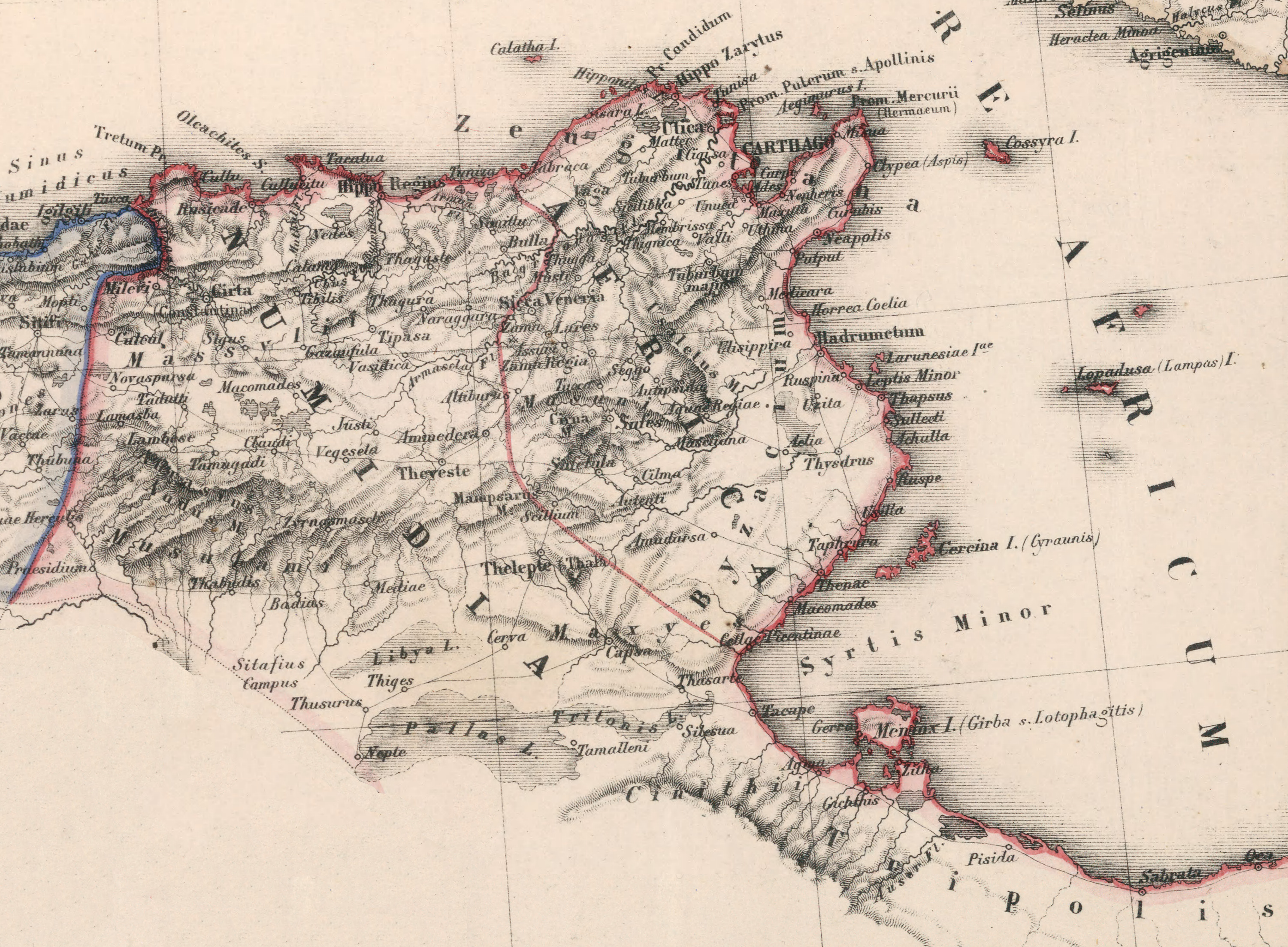
África, com as províncias de Bizacena, Zeugitânia e Numídia

Em algum momento cerca de 544, ou talvez logo em 542, Artabanes, seu irmão João e vários outros armênios desertaram em favor dos bizantinos. Junto com João, foi colocado no comando dum pequeno contingente armênio e enviado à África na primavera de 545 sob o senador Areobindo. Lá, os bizantinos estavam em guerra prolongada com as tribos mouras rebeldes. Logo após a chegada deles, João morreu na  Batalha de Sica Venéria com as forças rebeldes do renegado Estútias. Artabanes e seus homens foram leais a Areobindo durante a rebelião do duque da Numídia Guntárico no fim de 545. Guntárico, aliado do chefe mourisco Antalas, marchou sobre Cartago e sitiou os portões da cidade. Por insistência de Artabanes e os outros oficiais, Areobindo decidiu confrontar o rebelde. Os exércitos aparentavam equilíbrio, mas Areobindo se assustou e fugiu para um mosteiro em busca de refúgio, causando a fuga de suas tropas e a conquista da cidade.
Areobindo foi assassinado por Guntárico, mas Artabanes assegurou garantias de sua proteção e comprometeu-se a servir Guntárico; em segredo, no entanto, planejou derrubá-lo. Em seguida, a Artabanes foi confiada, ao lado de João e Uliteu, uma expedição contra os Antalas. Marchou ao sul, junto do contingente mourisco aliado sob Cusina. Os homens de Antalas fugiram e Artabanes retornou. De acordo com Procópio, considerou liderar seus homens para junto da guarnição lealista em Hadrumeto sob Marcêncio, mas voltou para Cartago e seguiu em frente em seu plano de assassinar Guntárico. Após seu retorno para Cartago, justificou sua decisão de retornar na necessidade de convocar todo o exército para reprimir os rebeldes, e pediu para Guntárico anunciar o plano. Ao mesmo tempo, conspirou com seu primo Gregório, e alguns outros guarda-costas armênios para assassiná-lo (embora Coripo sugeriu que foi o prefeito pretoriano Atanásio o verdadeiro mentor do conluio). Na véspera da partida do exército no começo de maio, Guntárico organizou grande banquete, e convidou Artabanes e Atanásio para compartilhar o mesmo sofá, uma marca de honra. De repente, durante o banquete, os armênios de Artabanes caíram em cima dos guardas de Guntárico, enquanto o próprio Artabanes supostamente conseguiu desferir-lhe o golpe mortal. O feito valeu-lhe grande honra e fama: Prejecta, viúva de Areobindo e sobrinha de Justiniano, com quem Guntárico planejava casar, deu-lhe grande recompensa, enquanto o imperador confirmou-o como mestre dos soldados da África. Apesar de já ter casado com uma parente sua, envolveu-se com Prejecta. Enviou-a de volta para Constantinopla e pediu a Justiniano para chamá-lo da África, para que pudessem casar.

#### Conspiração contra Justiniano

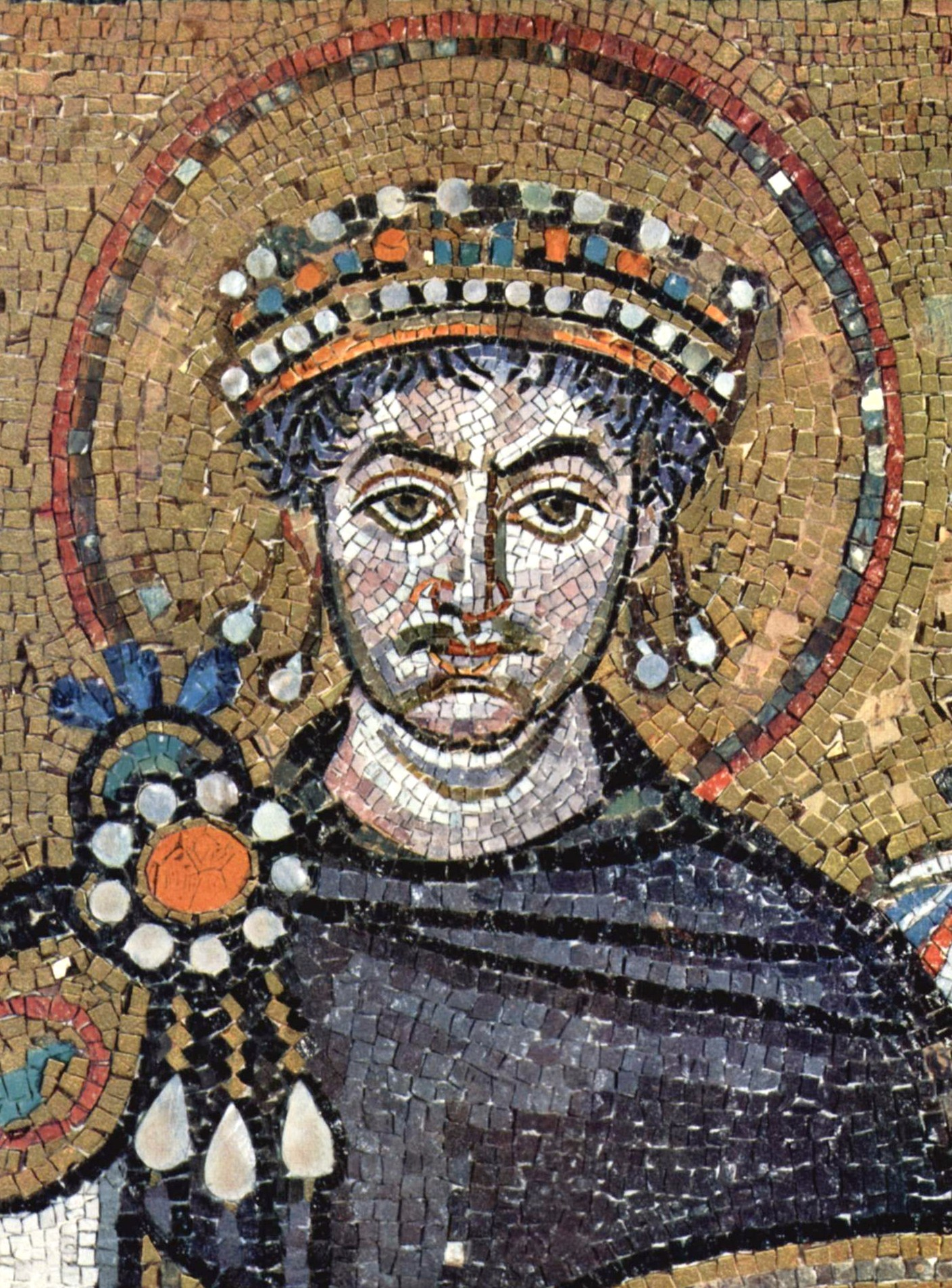
Imperador Justiniano r.

Posteriormente, foi chamado para Constantinopla, sendo substituído na África por João Troglita. Recebeu numerosas honrarias e foi nomeado mestre dos soldados na presença, conde dos federados e cônsul honorário. Apesar disto e sua grande popularidade, não logrou alcançar sua ambição de casar com Prejecta: sua esposa foi à capital imperial e apresentou seu caso à imperatriz Teodora. A imperatriz obrigou Artabanes a ficar com sua esposa e ele esteve incapaz, até a morte de Teodora em 548, de divorciar-se dela. Até lá, contudo, Prejecta já tinha casado novamente.
Irritado, logo após a morte de Teodora (fim de 548 ou começo de 549), envolveu-se no chamado "Complô Armênio" ou "Conspiração de Artabanes". O verdadeiro instigador era seu parente Ársaces, que propôs o assassinato de Justiniano e a elevação de Germano, o primo do imperador, ao trono imperial. Os conspiradores pensaram que Germano seria amigável aos planos deles, já que havia ficado insatisfeito com as intromissões de Justiniano na resolução do testamento de seu recém-falecido irmão Boraides, que tinha inicialmente nomeado Germano como seu principal beneficiário em oposição a sua única filha.
Os conspiradores se aproximaram do varão de Germano, Justino, e revelaram-lhe o conluio. Imediatamente Justino informou a seu pai que, por conseguinte, informou o conde dos excubitores Marcelo. De modo a descobrir mais das intenções deles, Germano encontrou-se pessoal com os conspiradores, enquanto o assessor de confiança de Marcelo, Leôncio, estava escondido nas cercanias para ouvir. Embora Marcelo tenha hesitado em informar Justiniano sem mais provas, acabou revelando-lhe a conspiração. Justiniano ordenou que os conspiradores fossem presos e interrogados, mas foram tratados de forma extremamente branda. Artabanes foi despojado de seus ofícios e confinado no palácio sob guarda, mas logo foi perdoado.

#### Serviço na Itália

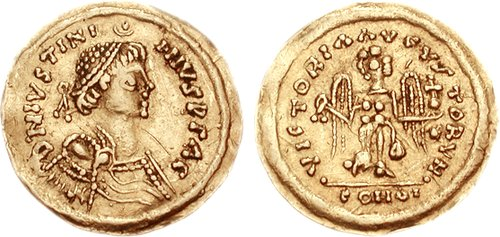
Tremisse emitido em Ticino sob o rei ostrogótico Tótila r.

Em 550, Artabanes foi nomeado mestre dos soldados da Trácia e enviado para substituir o velho senador Libério no comando duma expedição em curso contra a Sicília, recém-invadida pelo rei ostrogótico Tótila (r. 541–552). Não conseguiu acompanhar a expedição devido às várias tempestades no mar Jônico. Ao chegar na Sicília, tomou comando das forças bizantinas e sitiou as guarnições góticas deixadas por Tótila após ele partir à ilha, forçando-as à rendição. Ao longo dos dois anos seguintes, permaneceu na Sicília. De acordo com Procópio, os habitantes da cidade de Crotona e o comandante da guarnição Paládio, que haviam sido sitiados pelos godos, pediram-lhe ajuda insistentemente, mas não fez nada.
Em 553, atravessou à península Itálica, onde juntou-se ao exército de Narses como um de seus generais. Diante da invasão franca no verão de 553, Narses ordenou que Artabanes e outros generais ocupassem as passagens dos Apeninos e assediassem o avanço inimigo; após o contingente bizantino ser derrotado em Parma, outros generais retiraram-se para Favência até o emissário de Narses persuadi-los a se mover novamente à área de Parma. Em 554, Artabanes estava estacionado em Pisauro com tropas bizantino-hunas. Em Fano, emboscou e derrotou a guarda avançada do exército franco de Leutário I, que estava voltando duma expedição de pilhagem no sul da Itália em direção a Gália. A maioria dos francos pereceu e na confusão muitos cativos escaparam, levando muito do butim franco com eles. Artabanes, contudo, não atacou o corpo principal do exército de Leutário, pois era numericamente superior ao seu. Ele então marchou para o sul e juntou-se com a força principal de Narses, acompanhando-o em sua campanha contra o exército franco restante sob Butilino. Na decisiva vitória na Batalha do Volturno, junto com Valeriano, comandou a cavalaria bizantina no flanco esquerdo. Eles estavam escondidos na mata, como parte do estratagema de Narses para atacar os francos na retaguarda para cercá-los. Nada mais se sabe sobre ele depois disso.